# Улица Герцена (Тюмень)
Улица Герцена — одна из центральных улиц Тюмени (ранее — Ляминская (до 4 ноября 1922 года)). Начинается от ул. Перекопской до ул. Мориса Тореза. Протяжённость — около 2 километров. На улице находятся офисные помещения, торговые центры, Цветной бульвар, Тюменский государственный цирк, а также ТКЭУП, корпус ТГМУ.

## История
На старых картах Тюмени современной улицы Герцена нет. В XVII—XVIII веках на её месте показан овраг, отделявший от города его Малое Городище. Верховья оврага достигали современной улицы Первомайской (ранее Голицинской). Овраг постепенно засыпали, и на плане конца XIX в. он показан только до современной улицы Челюскинцев (Иркутской). Следы старого оврага прослеживаются в настоящее время в виде заметного понижения поверхности в том месте, где ул. Герцена примыкает к ул. Крупской.
На карте конца XIX в. улица названа Ляминской. Вблизи оврага, с городской стороны, когда-то находилось небольшое озерцо Лямино, возможно, так назывался и засыпанный теперь овраг. По ним улица получила свое название.
Ляминская превратилась в улицу Герцена 4 ноября 1922 года, в первое большевистское переименование тюменских улиц по случаю «встречи торжественного пролетарского праздника пятой годовщины Октябрьской революции 7 ноября». Она получила название в честь известного российского писателя, философа и публициста А. И. Герцена, который никогда не бывал в Тюмени.

## Примечательные здания и сооружения

### Торговые и развлекательные центры
- Герцена, 64.

В 1918 году на данном месте был построен кирпичный жилой дом. В настоящее время по этому адресу находится «Сити-Центр».
- Герцена, 87.

Год постройки: 1975. (Танцевальный зал, позже развлекательный центр «Империал». С 11 июня 2015 года вновь функционирует как концертно-танцевальный зал.)
- Герцена, 94.

Торгово-развлекательный центр «Галерея Вояж». Открылся 1 декабря 2013 года. (ранее на данном месте находились продовольственные базы).
- Герцена, 95.

Рынок «Центральный».
- Герцена, 103.

Магазин «Рентал».

### Офисные здания
- Герцена, 70.

Деловой центр «Звезда» (ранее Тюменский государственный драматический театр имени 17-й годовщины РККА. Здание было снесено летом 2009 года).
- Герцена, 72.

Бизнес-центр «Герцен».
- Герцена, 96.

Деловой дом «Семён Дежнёв». Открылся в апреле 2019 года.

### Образовательные организации
- Герцена, 74.

ТГМУ, кафедра медицинской психологии и психотерапии
- Герцена, 80.

«Тюменский колледж экономики, управления и права» (ранее здесь находился кооперативный техникум, организованный в г. Тюмени 16 ноября 1938 г).

### Административные здания
- Герцена, 76. Департамент здравоохранения Администрации г. Тюмени (в 1980-е годы здесь находилось Управление профтехобразования).

## Площади и скверы
Цветной бульвар
В 2004 году Тюменской области исполнялось 60 лет, и в областном центре в кратчайшие сроки был разработан проект строительства пешеходного бульвара в самом центре города на месте парка культуры и отдыха и стадиона. Проект был реализован.
На бульваре построены цирк, множество ресторанов, спорткомплекс «Центральный», в центре расположился самый большой в городе фонтан. Позже бульвар получил название «Цветной».
Сегодня Цветной бульвар — признанный центр города, излюбленное место молодёжи. Вокруг него сосредоточены развлекательные объекты, торговые центры. Вблизи находится Центральная площадь. Также здание администрации города выходит фасадом на Цветной бульвар.
Городская площадь
Расположена напротив здания Правого Департамента Администрации города Тюмени. Пролегает вдоль ул. Первомайской (От ул. Герцена до ул. Ленина).

## Памятные доски и знаки

### Памятные доски
- Дмитрию Ивановичу Коротчаеву — на доме № 72 (бизнес-центр «Герцен»). Он руководил строительством железной дороги от Тюмени до Нового Уренгоя.

## Городская среда
В 1950—1960-х годах на улице Герцена было земельное и мощеное покрытие.
В конце 1980-х годов уже появляется асфальт.
Улица Герцена всегда была одной из самых оживлённых. В 2002 году улицу расширили на семь метров вдоль бывшего Горсада и стадиона, а в 2004 году — между улицами Первомайской и Челюскинцев.
| 2009                          | 2021                          |
| ----------------------------- | ----------------------------- |
| Дорожные знаки и указатели:58 | Дорожные знаки и указатели:89 |
| Уличные фонари:40             | Уличные фонари:40             |
| Мусорные урны:36              | Мусорные урны:89              |
| Афишные тумбы:1               | Афишные тумбы:3               |
| Цветочные клумбы:0            | Цветочные клумбы:0            |
| Билборды:8                    | Билборды:2                    |
| Ларьки:7                      | Ларьки:4                      |

- Улица Герцена расположена в центре города, из-за этого на ней множество развлекательного контента (Цирк, ЦУМ, Галерея Вояж, Цветной бульвар).
- Вблизи улицы находятся 3 детских сада, 3 школы, ТКЭУП, и корпус ТГМУ.
- Дороги в хорошем состоянии, как и тротуары, однако тротуары имеют асфальтированное покрытие.
- Полное отсутствие велосипедных дорожек. Маленькое количество парковочных мест.
- Улица Герцена — одна из самых оживленных, по ней беспрерывно движется поток автомобилей. По этой причине улица — одна из самых загазованных в городе.

## Общественный транспорт
На улице Герцена находится 2 автобусные остановки:
- «ул. Герцена»
- «Цветной бульвар»

На обеих остановках останавливаются 2 маршрута:
- Маршрутное такси № 6 (ЖК «Апрель» — с/о Степное)
- Маршрутное такси № 42 (Железнодорожный вокзал — ул. Таллинская)